# 北方邦西部

北方邦传统分区，其中北方邦西部文化上属于布拉杰地区

北方邦西部（英語：Western Uttar Pradesh），即印度北方邦西部地区，包括罗希尔坎德地区，以及其他使用印地语、乌尔都语和布拉杰语的地区，是印度斯坦语（印地—乌尔都语）的起源地。北方邦西部的人口、经济和文化情况和北方邦其他地区较为不同，而更接近哈里亚纳邦和拉贾斯坦邦。区内最大城市是加濟阿巴德，第二大城市是旅游名城阿格拉。
受益于印度绿色革命，北方邦西部经济发展快速，部分地区也是國家首都轄區的一部分。
北方邦西部包括如下政区：
1. 萨哈兰普尔专区（英语：Saharanpur division）：薩哈蘭普爾縣、穆扎法爾訥格爾縣、沙姆利县（英语：Shamli district）
2. 密拉特专区：密拉特县、巴格帕特县、加济阿巴德县、乔达摩菩提那加尔县、哈普尔县（英语：Hapur district）、布兰德沙哈尔县
3. 莫拉达巴德专区（英语：Moradabad division）：莫拉達巴德縣、比杰诺尔县、阿姆羅赫縣、桑巴爾縣、蘭浦爾縣
4. 阿格拉专区（英语：Agra division）：阿格拉縣、馬圖拉縣、菲罗扎巴德县、迈恩布里县
5. 阿里格尔专区（英语：Aligarh division）：阿里格爾縣、埃塔縣、哈特拉斯縣、卡斯甘傑縣
6. 巴雷利专区（英语：Bareilly division）：巴雷利縣、布道恩縣、皮利比特縣、沙賈漢布爾縣